# Saint-Louet-sur-Vire
Saint-Louet-sur-Vire é uma comuna francesa na região administrativa da Normandia, no departamento Mancha. Estende-se por uma área de 7,26 km². Em 2010 a comuna tinha 207 habitantes (densidade: 28,5 hab./km²).